# Felisa A. Smith
Felisa Annamarie Smith (* 1958), meist als Felisa A. Smith oder Felisa Smith zitiert, ist eine US-amerikanische Biologin, Paläoökologin, Ökologin und Hochschullehrerin.

## Leben
Smith begann 1976 ihr Grundstudium am Revelle College der University of California, San Diego in La Jolla, wo sie 1980 den Bachelor of Arts im Hauptfach Biologie sowie in den Nebenfächern Literatur und Bildende Kunst erlangte. Ab 1981 folgte ein Graduiertenstudium der Pädagogik an der University of California, Irvine, wo sie die Lehrbefugnis in den Bereichen Physik und Biowissenschaften erwarb. Von 1981 bis 1986 war sie Highschool-Lehrerin für Naturwissenschaften in den Katella und Laguna Hills High Schools in Kalifornien.
Ab 1986 absolvierte sie ihr Doktoratsstudium an der Abteilung für Ökologie und Evolutionsbiologie der University of California, Irvine, wo sie 1991 mit der Dissertation Nutritional ecology and body size in Neotoma populations unter der Leitung von Richard Lenski zum Ph.D. promoviert wurde. Von 1992 bis 1998 war sie Lehrbeauftragte und von 1998 bis 1999 war sie wissenschaftliche Assistenzprofessorin an der Abteilung für Biologie der University of New Mexico (UNM) in Albuquerque. Von 1999 bis 2004 war sie außerordentliche Forschungsprofessorin, von 2004 bis 2006 Forschungsprofessorin, von 2006 bis 2011 außerordentliche Professorin und seit 2011 ist sie ordentliche Professorin im Fachbereich Biologie der University of New Mexico. 
Zu Smiths Forschungsprojekten zählen die Paläoökologie, die Makroökologie und die Biogeographie, physiologische, ökologische und evolutionäre Auswirkungen vergangener und gegenwärtiger Klimaveränderungen auf Säugetiere, makroökologische Muster der Körpergröße über räumliche, zeitliche und taxonomische Ebenen hinweg, Folgen des Aussterbens der Megafauna im ausgehenden Pleistozän für die Ökosysteme der Neuen Welt sowie die historische Rolle von Frauen in der Wissenschaft.
Smith verfasste über 150 Fachartikel in einer Vielzahl wissenschaftlicher Zeitschriften und unterrichtete wissenschaftliches Blogging an der UNM. Sie wirkte an zahlreichen Audio- und Videoprogrammen mit, darunter National Public Radio, BBC World Service, BBC Earth und die BBC-Serie Horizon, der deutsche öffentlich-rechtliche Rundfunk, die Canadian Broadcasting Corporation, der History Channel sowie zahlreiche Interviews oder Essays in Printmedien. Smith wurde 2020 zum Fellow der Paleontological Society gewählt.
Smith ist Mitglied der American Society of Mammalogists (ASM), wo sie von 1999 bis 2010 und ein weiteres Mal von 2012 bis 2015 im Vorstand diente. Von 2002 bis 2016 war sie Ombudsfrau der ASM. Von 2016 bis 2018 sowie von 2018 bis 2021 war sie Vizepräsidentin der ASM. Von 2021 war sie 2023 war sie designierte Präsidentin (President elect) und 2023 wurde sie als fünfte Frau und als erste Hispanoamerikanerin zur Präsidentin der ASM gewählt.

## Schriften
- Animal Body Size: Linking Pattern and Process across Space, Time, and Taxonomic Group, 2013
- mit James H. Brown: Foundations of Macroecology: Classic Papers with Commentaries, 2014
- Mammalian Paleoecology: Using the past to study the present, 2021